# Olympique Lyonnais 1966-1967
Questa voce raccoglie le informazioni riguardanti l'Olympique Lyonnais nelle competizioni ufficiali della stagione 1966-1967.

## Maglie
Viene ripristinata la divisa utilizzata nella stagione 1963-1964, con i calzoncini bianchi.
| Manica sinistra · Maglietta · Maglietta · Manica destra · Pantaloncini · Calzettoni |

## Rosa
| N. |                        | Ruolo | Calciatore         |
| -- | ---------------------- | ----- | ------------------ |
|    | Francia (bandiera)     | P     | Pascal Beetschen   |
|    | Francia (bandiera)     | P     | Yves Chauveau      |
|    | Francia (bandiera)     | P     | Michel Zewulko     |
|    | Francia (bandiera)     | D     | Lucien Degeorges   |
|    | Francia (bandiera)     | D     | Jacques Glyczinski |
|    | Lussemburgo (bandiera) | D     | Erwin Kuffer       |
|    | Francia (bandiera)     | D     | Denis Lavorel      |
|    | Francia (bandiera)     | D     | Bernard Lhomme     |
|    | Francia (bandiera)     | D     | Aimé Mignot        |
|    | Francia (bandiera)     | D     | Robert Nouzaret    |
|    | Francia (bandiera)     | D     | Jean Palka         |
|    | Francia (bandiera)     | D     | Thadée Polak       |

| N. |                      | Ruolo | Calciatore         |
| -- | -------------------- | ----- | ------------------ |
|    | Francia (bandiera)   | C     | Marcel Le Borgne   |
|    | Argentina (bandiera) | C     | Héctor Maison      |
|    | Francia (bandiera)   | C     | Georges Prost      |
|    | Francia (bandiera)   | C     | René Rocco         |
|    | Francia (bandiera)   | C     | Raymond Schwimm    |
|    | Francia (bandiera)   | A     | Robert Blanc       |
|    | Francia (bandiera)   | A     | Fleury Di Nallo    |
|    | Camerun (bandiera)   | A     | Guillaume Moundi   |
|    | Francia (bandiera)   | D     | Christian Navacchi |
|    | Francia (bandiera)   | A     | André Perrin       |
|    | Francia (bandiera)   | A     | Ángel Rambert      |

## Risultati

### Coppa di Francia
| Arbitro: | Lacoste |

|                                     |           |             |
| Rambert 22’ Perrin 81’ Di Nallo 89’ | Marcatori | 33’ Leclerc |